# Olympische Winterspiele 1994/Teilnehmer (Bermuda)
| Gelbes Symbol für Goldmedaillen mit stilisierten Olympischen Ringen | Graues Symbol für Silbermedaillen mit stilisierten Olympischen Ringen | Braundes Symbol für Bronzemedaillen mit stilisierten Olympischen Ringen |
| ------------------------------------------------------------------- | --------------------------------------------------------------------- | ----------------------------------------------------------------------- |
| —                                                                   | —                                                                     | —                                                                       |

Bermuda nahm an den Olympischen Winterspielen 1994 im norwegischen Lillehammer mit einem Athleten teil.

## Teilnehmer nach Sportarten

### Rennrodeln
| Athlet      | Wettbewerb | Lauf 1   | Lauf 1 | Lauf 2   | Lauf 2 | Lauf 3   | Lauf 3 | Lauf 4   | Lauf 4 | Gesamt       | Gesamt |
| Athlet      | Wettbewerb | Zeit     | Rang   | Zeit     | Rang   | Zeit     | Rang   | Zeit     | Rang   | Zeit         | Rang   |
| ----------- | ---------- | -------- | ------ | -------- | ------ | -------- | ------ | -------- | ------ | ------------ | ------ |
| Männer      |            |          |        |          |        |          |        |          |        |              |        |
| Simon Payne | Einsitzer  | 52,606 s | 30     | 52,855 s | 31     | 52,543 s | 29     | 52,633 s | 30     | 3:30,637 min | 30     |